# Симмс, Фредерик Ричард
Фредерик Ричард Симмс (англ. Frederick Richard Simms; 12 августа 1863, Гамбург — 21 апреля 1944, Лондон) — британский промышленник; пионер автомобилестроения Великобритании. 

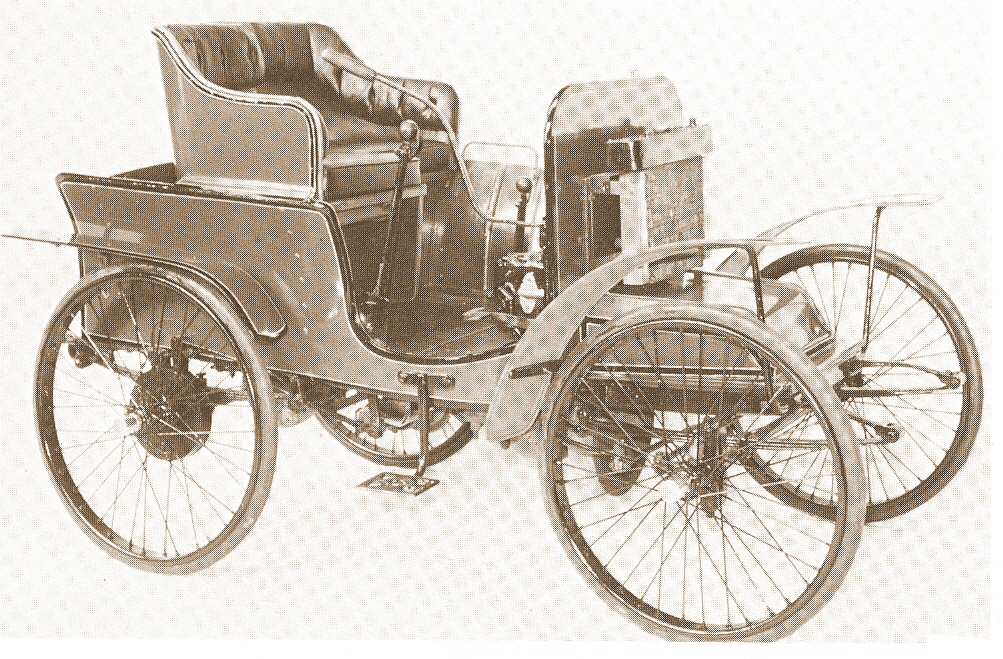
Автомобиль Simms-Welbeck. 1898

Фредерик Ричард Симмс происходил из англо-немецкой семьи. Он получил образование в Германии и с 28 лет занимался импортом моторов Даймлера в Британии, имея на это исключительное право - лицензию на их продажу в странах Британской империи. Он основал в Ковентри "Daimler Motor Syndicate Ltd." (1893), с чего началось британское автомобилестроение, и автомобилестроительные компании "Simms Manufacturing Co. Ltd" (1900), "Simms Motor Units" (1913), которые изготавливали одиночные автомобили, моторы, части систем зажигания ДВС. На базе незапатентованного устройства Даймлера Симмс вместе с Робертом Бошем создали и запатентовали магнето, чье производство наладила компания "Simms Magneto Company Ltd", как и стартеров, свечей зажигания. 
Сконструированный им автомобиль 1905 Simms-Welbeck имел первый бампер, прототип указателя поворота.
Вместе с Гарри Лавсоном Симмс основал 1897 г. "Автомобильный клуб Великобритании и Ирландии" (англ. Automobile Club of Great Britain & Ireland), переименованный позже в "Королевский Автомобильный Клуб" (англ. Royal Automobile Club). В письме от 8 февраля 1891 он впервые письменно применил английские обозначения "motor car" (автомобиль), "petrol" (бензин). Основанная им в 1902 Society of Motor Manufacturers & Traders" уже в следующем году организовала первую выставку автомобилей в Хрустальном дворце Лондона. Он продал 1 октября 1896 в Британии первый грузовик, изготовленный компанией Даймлер.
Фредерик Симмс считал, что в будущих войнах решающая роль будет принадлежать автомобилям. На базе квадроцикла компании Де-Дион-Бутон (фр. De Dion-Bouton) он построил в 1899 первое в мире вооруженный средство передвижения с двигателем внутреннего сгорания Motor Scout. Позже он построил первый в мире панцирник (1902).